# 국민의례
국민의례(國民儀禮)는 대한민국의 공공단체에서 행사를 실시할 때 흔히 갖추는 일련의 격식을 말한다.

## 근거
2010년 7월 27일 대통령훈령 제272호에 따라 진행된다. 국민의례는 '각종 공식적인 의식이나 회의 또는 행사에 있어 대한민국 국민으로서 국기에 대한 예를 표하고, 애국가를 제창하며 순국선열 및 호국영령들의 숭고한 뜻을 기리기 위하여 예를 갖추는 일련의 격식'으로 규정되어 있다.

## 절차
국기에 대한 맹세, 애국가 제창, 순국선열 및 호국영령에 대한 묵념 순서로 진행된다.

### 정식절차
국경일 및 법정기념일의 기념식, 정부시무식은 국기에 대한 경례와 애국가 1~4절을 제창하고 묵념을 거행한다. 대통령 및 국무총리 이취임식, 시무식, 종무식, 기념식, 워크숍, 1주이상 교육 과정의 입교식과 수료식은 국기에 대한 경례하고 애국가 1절을 제창하고 묵념을 거행한다.

### 국기에 대한 경례
국기에 대한 맹세 때 일반 국민은 오른손을 왼쪽가슴에 대고, 경찰이나 군인들처럼 제복을 입은 사람들은 거수경례를 하는데, 그 사람들은 나라를 위해 일을 하는 사람들로써 국가를 위해 충성을 다하고 자신을 희생, 헌신하겠다는 것을 의미하는 것이라 볼 수 있다.

### 약식절차
기공식, 준공식, 월 단위 이하의 정례행사, 체육행사, 기관장 이취임식, 1주 이하 교육 과정의 입교식과 수료식은 국기에 대한 경례만 진행하며 애국가의 제창은 진행하지 않는다. 행사의 성격에 따라 선택적으로 묵념을 거행한다.
또한 방학식, 개학식, 아침조회 같은 학교 방송에서도 국민의례를 진행한다. 학교 방송에서도 행사의 성격에 따라 선택적으로 묵념을 거행하고, 애국가는 제창하지 않으며 국기에 대한 맹세를 거행한다.